# Ophidiaster multispinus
Ophidiaster multispinus is een zeester uit de familie Ophidiasteridae.
De wetenschappelijke naam van de soort werd in 1996 gepubliceerd door Yulin Liao & Ailsa McGown Clark.